# ピアノ独奏による協奏曲
ピアノ独奏による協奏曲（フランス語: Concerto pour piano seul）は、シャルル＝ヴァランタン・アルカンによって作曲されたピアノ独奏曲。「ピアノ独奏のための協奏曲」と訳されることもある。『短調による12の練習曲』のNo.8からNo.10をなす。1857年に出版されたが、作曲はその数年前に行われていたと見られる。

## 概要
この曲は3楽章制をとっている。各部分には「トゥッティ」、「ソロ」、「ピアノ」などと書かれており、演奏者にはピアノ協奏曲を構成する管弦楽とソリストを弾き分けることが要求される。ピアニストのジャック・ギボンズはこのように述べている。「この曲の様式、形式は途方もなく豊かな質を誇り、分厚いテクスチュアと和声を有している（中略）フルオーケストラが目の前に現れたかのような錯覚をさせ、また演奏者は肉体的、精神的に限界まで負担を強いられるのである」。アドリアン・コーレオニス（Adrian Corleonis）はこの協奏曲がカイホスルー・シャプルジ・ソラブジやフェルッチョ・ブゾーニの作品の登場まで、最も過酷な負担を強いるピアノ曲の代表であったと考えている。
作品は121ページに及び、流布された演奏では50分を要する。第1楽章だけでも72ページ、1,342小節を数え、演奏時間は29分近くかかる。このためアルカンはこの曲が「普通の長さの演奏会用作品」となるよう、省略することを認めた（具体的には、主題提示部の途中に当たる378小節の後につなぎとして新たな4小節を付け加え、そこからコーダが開始される1113小節まで飛ぶよう指定している。つまり、主題提示部の結尾、展開部から主題再現部までをカットする）。彼自身も1880年代で行ったパリでの演奏会では、第1楽章（のみ）をそのような短縮版で演奏したものと考えられる。1939年になってやっと、エゴン・ペトリがBBCの放送用にこの曲の全曲演奏を行った。
また、この作品は嬰ト短調に始まり嬰ヘ長調に終わるという発展的調性をとっている。これはこの曲が12の練習曲集中で連続した3曲となっているためであり、曲集中では前の曲から下降五度循環で調性が推移していることに由来する。
カール・クリントヴォルトは、1872年から1902年にかけて、第1楽章のみをピアノと管弦楽のために編曲している。これは1902年にフレデリック・ドーソン（Frederick Dowson）とベルリン・フィルハーモニー管弦楽団によって初演され、好評を得た。その後、1987年にアメリカの作曲家マーク・スター（Mark Starr）が全曲の編曲を完成させている。クリントヴォルト編曲の第1楽章の管弦楽伴奏版は、ドミトリー・フョーファノフ（Dmitry Feofanov）が録音している。
アルカンが作曲した（本来の）ピアノ協奏曲は、『室内協奏曲』作品10の2曲のみで、しかもこれらは実質コンチェルティーノである。このため、大規模な構成の協奏曲は事実上本作のみである。

## 楽曲構成
全楽章ともに4分の3拍子となっている。

### 第1楽章
第1楽章は嬰ト短調、1,343小節で演奏時間は30分近くにもなる"アレグロ・アッサイ"である。演奏には肉体的持久力と、極めて優れた、広範な技巧が要求される。アルペジオ、オクターヴの走句、スケール、跳躍、装飾音、両手の交換、素早い和音の連打、トレモロ、トリルなどである。アルカンは協奏的ソナタ形式によって古典的なソナタ形式にまとめているが、3つの主要主題を持っており、各部分は非常に拡大されている。
曲の開始、第1主題を提示する最初の8小節は"quasi-trombe"（トランペットのように）と指示されている。これに類する発想表記は曲中至るところに散見され、ピアニストが表現すべきオーケストラの楽器が指定されている。この主題の提示後、オーケストラを模した非和声音を交えたトレモロの後に対照的な美しいホ長調の第2主題が奏でられる。第2主題は第1主題はもとより、他のヴィルトゥオーゾ的な難しいパッセージ群とも対比をなすような使われ方をされていく。
第3主題は最初の2つの主題がある程度展開した後、響きのよい分厚い和声に乗って変ホ長調で現れる。その後は第1・2主題の動機が展開され、「ピアノ独奏部」へと続く。第1・2主題が取り上げられた後に378小節からリズミカルな新動機（上記の作曲者によるカットではここから省かれる）が続き、ロ長調で第1主題が提示された後に管楽器を思わせる持続音によるつなぎを経て展開部へ続く。
展開部では各主題・動機が協奏曲のように展開されるが、旋法、特に全音音階までが登場し、さらに複調的な音づかいまでが見られる。
一瞬音量を下げた後になだれ込む再現部では原調で第1主題、ソロ動機が登場した後に第2主題が嬰ト長調で登場し、コラール風な動機が割り込んだ後にA tempo con brio、付点2分音符＝60にテンポを上げたコーダへ入る。カデンツァは指定されておらず、コーダ全体がカデンツァ的にまとめられている。コーダでは両手交互に単音で主題及び動機が奏され、140小節にわたってⅤの音が保持されたのちに、雪崩を打つように1302小節から主調のエンハーモニックによる同主長調にあたる変イ長調で歓喜のうちに終結する。

### 第2楽章
この楽章は嬰ハ短調、"アダージョ"と指示されている。形式的には自由に書かれており三部形式とは言い難く、AB-CD-BADとなっており、アーチ構造とも解される。
"quasi-celli"（チェロのように）と記された導入部の後にピアノによるノクターン風の主題Aが演奏され、短いBの動機へ続く。中間部の動機Cでは減七から嬰ハ短調に転調するように見せかけてハ短調へ転調する、というグスタフ・マーラーを先取りするような大胆な転調が見られる。さらに変ロ短調で葬送行進曲風の動機Dが登場する。再現部はB、Aの順に音量と勢いを落として提示され、最後は動機Dにより激しく悲劇的に閉じられる。

### 第3楽章
最終楽章は"アレグレット・アラ・バルバレスカ"（蛮族風のアレグレット）となっており、第1楽章に匹敵するような難技巧が特徴である。ロンド形式、もしくはコーダのついたロンド・ソナタ形式と解される。
第2楽章の嬰ハ短調のナポリ調に当たるニ長調の序奏で始まって嬰ヘ短調のポロネーズ風の主題へと続くが、第4音のロ音にシャープが付けられており、ジプシー音階となっている。「ソロパート」を受けて出る「オーケストラ」ではドリア旋法が用いられるとともにQuasi-ribeche（レベックのように）と指定されており、先の旋法と合わせて作曲者が｢野蛮な｣性格を強調しているのがわかる。イ長調の第2主題は"Elegamente"（「優美に」）と記されているが、10度の下降動機は六連符を細かく書き出して逐一タイを付けることにより正確なリズムで弾くよう指定している。中間の展開部ではロンド主題が展開されるとともに第1楽章第1主題が登場し、協奏曲としての統一も図られている。再現部の後、第1楽章コーダの動機が変形されて嬰ヘ長調の活気あふれるコーダに突入し、属和音の付加4度（C#sus4）まで使って歓喜のうちに全曲を閉じる。全曲を通して幅の広い跳躍や3対4のポリリズムの執拗な使用が認められる。